# Newton (Staffordshire)
Newton – przysiółek w Anglii, w Staffordshire. W 1861 miejscowość liczyła 139 mieszkańców. Newton jest wspomniana w Domesday Book (1086) jako Niwetone.